# Obbedienza
Obbedienza (dal latino oboedientia, derivato di oboediens -entis «ubbidiente») è un termine che si riferisce a chi esegue un ordine tramite un'azione collegata al sentimento e al comportamento proprio di chi si conforma a un comando.

## Il principe e l'obbedienza
Nel Rinascimento italiano il tema dell'obbedienza è di vitale importanza per il principe che vuole governare con l'assenso del popolo. Giovanni Pontano affronterà la questione prima chiarendo nel suo trattatello De principe (1458) quali sono i doveri del buon sovrano e quindi, intorno al 1470-1472, delineerà in che consiste l'obbedienza (De obedientia) (1490) per concludere infine, questa ideale trilogia del potere politico con il trattato De fortitudine (1490).
Nel De obedientia Pontano scrive che l'innata socievolezza dell'uomo non porterebbe mai alla formazione di una società ordinata se non si sviluppasse l'obbedienza, intesa come superamento della costrizione da cui si origina soltanto il caos. È vero che l'uomo è un animale sociale che tende naturalmente a vivere in società ma poiché l'essere umano è una creatura imperfetta occorre controllare la sua tendenza al disordine. 
Si deve all'obbedienza se la struttura sociale sopravvive in ogni forma di aggregazione dalla famiglia, al villaggio, alla città, al regno. Del resto l'obbedienza è un elemento costitutivo dello stesso essere umano quando, per evitare altrimenti la sua stessa rovina, sottomette le sue passioni all'obbedienza suggerita dalla razionalità. È vero che l'uomo spesso conosce il bene ma non basta la razionalità per metterlo in atto perché costa sacrificio e fatica agire rettamente ed allora la volontà di ben operare fallirebbe se non vi fosse la volontà sostenuta dall'obbedienza che fa da tramite tra il momento intellettivo e quello dell'azione
A chi obietta che obbedire vuol dire rinunciare alla propria libertà naturale Pontano risponde che l'obbedienza è in natura come in natura è la libertà, per cui non vi può essere contrasto, almeno per coloro che vogliono essere liberi a lungo, poiché coloro che rifiutano di obbedire saranno liberi anch'essi ma per breve tempo.
Libero è colui che obbedisce alla ragione e obbedire al sovrano vuol dire obbedire alla ragione: schiavi sono coloro che non hanno leggi e vivono da barbari seguendo le passioni: chi dunque ha le leggi le deve osservare obbedendo sino alla fonte di esse che è il sovrano.
Libertà e obbedienza coincidono in ogni grado della struttura sociale:

## ex obligatione salus
Con l’avvento dello stato moderno in Europa tra il XV e il XVII secolo l’obbedienza dei sudditi al potere sovrano si presenta come presupposto e garanzia della salus populi, in funzione della quale appaiono indissolubilmente connesse la conservazione dell'istituzione statale e l’ordine e la sicurezza per i sudditi.. 
Questa fu la tesi di fondo del pensiero politico di Thomas Hobbes. Contrariamente alla concezione aristotelica dell'uomo come "animale sociale", che tenda cioè a vivere aggregandosi in comune con gli altri, Hobbes è invece convinto che nello "stato di natura", quando non esiste ancora la società umana, ogni singolo uomo, considerato nella sua individualità corporea, come ogni corpo tende ad acquisire per sé tutto ciò che favorisce il suo movimento vitale. Si arriva così alla lotta per la predominanza dell'uno sugli altri, al bellum omnium contra omnes, la guerra di tutti contro tutti, dove ogni singolo diviene lupo per ogni altro uomo (homo homini lupus).. Gli uomini dunque si distruggeranno tra loro conseguendo l'opposto di quanto la natura prescrive: l'autoconservazione. Allora sarà la natura stessa ad indicare la strada per uscire da questa guerra deleteria per tutti: essa stessa suggerirà agli uomini di addivenire ad un accordo che quindi avverrà non per un superiore ideale morale ma solo per un principio materiale, naturale di autoconservazione per il quale si stipulerà un pactum subiectionis, di assoluta e indiscutibile obbedienza, di piena soggezione ad una persona o a un'assemblea che imporranno con leggi che faranno rispettare con la forza, i diritti di natura. Lo Stato dunque nasce quando sia in grado di dare la sicurezza ma «può assolvere questo compito solo nella misura in cui sia esso stesso "al sicuro"; e la sicurezza dello stato in altro non consiste se non nell'obbedienza da parte dei consociati prestata a sua volta in cambio della sicurezza ricevuta la quale potrà esser prodotta dallo Stato solo in quanto esso sia al sicuro di poter esistere, ovvero di essere obbedito.» Quindi l'obbedienza, è la condizione prima e essenziale della sovranità moderna.

## Secondo Max Weber
L'obbedienza è solitamente la risposta all'esercizio del potere da parte di un'autorità. Max Weber nella definizione del potere ne ha delineato due forme: quella di controllare l'altrui comportamento tramite la minaccia o la violenza ("mero potere") e la "dominazione" che si manifesta con comandi dall'alto a cui corrispondono comportamenti di obbedienza dal basso.
Secondo Weber si manifestano tre tipi di obbedienza:
- quella che si attua quasi automaticamente da parte di un soggetto che reputa se stesso caratterizzato da una sua naturale inferiorità;
- quella di chi prima di obbedire calcola quali conseguenze negative potrebbero derivargli dal disobbedire e quali, probabilmente positive, dall'obbedire;
- infine chi obbedisce perché attribuisce alla sua azione un dovere morale di corrispondere a un comando considerato legittimo.

La legittimità del comando può essere 
- "tradizionale", e in questo caso chi obbedisce lo fa perché considera il passato come contenitore di valori sacrali,
- "carismatica": si obbedisce spontaneamente a un individuo dotato di facoltà eccezionali. L'obbedienza in questo caso è collegata alla docilità intesa come un comportamento che si manifesta come una volontaria disposizione a lasciarsi guidare, a sottomettersi o a obbedire a un'entità, materiale o spirituale, ritenuta superiore per effettivo potere o carisma, o nel conformare i propri agli altrui comportamenti. come ad esempio accade nel rapporto maestro-discepolo.
- "legale-razionale": l'obbedienza risponde a comandi legittimati da precise regole che giustificano il potere o è espressione di un comando dotato di intrinseca razionalità come aveva scritto Kant nella sua Critica della ragion pratica per cui la morale dell'essere razionale è tale che egli deve obbedire ad un comando (obbligatorietà) che egli stesso si è liberamente dato (libertà), in modo conforme alla sua stessa natura razionale. L'uomo che compie una determinata azione secondo il dovere morale sa che, per quanto la sua decisione possa essere spiegata naturalisticamente (anche con motivazioni psicologiche), la vera sostanza della sua morale non risiede in questa concatenazione causale ma in una libera volontà che corrisponde all'essenza razionale del suo essere uomo, in definitiva, è un essere appartenente a due mondi: in quanto dotato di capacità sensoriali appartiene a quello naturale, e pertanto è sottoposto alle leggi fenomeniche; in quanto creatura razionale, però, appartiene a ciò che Kant chiama il mondo "intelligibile" o noumeno, cioè il mondo com'è in sé indipendentemente dalle nostre sensazioni o dai nostri legami conoscitivi, e perciò in esso egli è assolutamente libero (autonomo), di una libertà che manifesta nell'obbedienza alla legge morale, all'"imperativo categorico".

## Nella Chiesa cattolica
Nella teologia cattolica l'obbedienza
è un valore essenziale collegato direttamente alla virtù cardinale della giustizia in quanto offre all'autorità la sottomissione che le è dovuta.
I Vangeli ci presentano la figura di Gesù Cristo obbediente al volere del Padre celeste. Per esempio, dice Gesù:
San Paolo, parlando sempre di Gesù, lo descrive:
quindi sull'esempio di Cristo
Le parole di San Paolo sono pronunciate in un periodo in cui il giudaismo palestinese, organizzava la rivolta zelota contro Roma che si concluderà con la distruzione di Gerusalemme. Il problema dell'obbedienza allo Stato romano si poneva in quel momento non solo per i ribelli ebrei ma anche per i cristiani, molti dei quali ebrei convertiti. San Paolo risolve la questione, anche alla luce delle parole di Gesù («Date a Cesare quel che è di Cesare...») osservando come il regno di Cristo non è di questo mondo e quindi qualsiasi autorità politica può governarlo pretendendo l'obbedienza in cambio della cittadinanza romana e delle leggi.
L'obbedienza allo Stato rientrava poi in quella più ampia dell'obbedienza al Vangelo poiché rispettare le leggi dello Stato voleva dire obbedire non solo a un dovere civile, come quello di pagare le tasse a Roma, ma anche a un dovere morale e religioso, come insegnava il precetto dell'amore del prossimo.

### perinde ac cadaver
Il 15 agosto del 1534, Ignazio di Loyola e altri sei studenti Pierre Favre (francese), Francesco Saverio, Diego Laínez, Alfonso Salmerón, Nicolás Bobadilla (spagnoli), e Simão Rodrigues (portoghese) si incontrarono a Montmartre, vicino a Parigi, legandosi reciprocamente con un voto di povertà, castità e obbedienza e fondando un ordine a carattere internazionale chiamato con un termine d'origine militare la Compagnia di Gesù, allo scopo di svolgere un lavoro missionario e di ospitalità a Gerusalemme o incondizionatamente in qualsiasi luogo il Papa avesse ordinato loro. Compare in quest'occasione, sia pure marginalmente, un quarto voto che si aggiunge ai soliti tre monacali: quello della "assoluta obbedienza al papa" (perinde ac cadaver) che richiama il valore militare della disciplina:

### Il sacrificio d'Isacco
Nell'opera Timore e tremore Søren Kierkegaard scrive di Abramo, uomo di fede messo alla prova della scelta tra due Leggi opposte: quella etica degli uomini che impone il dovere paterno della cura a tutti i costi, sino al sacrificio di sé, della vita del figlio e la Legge di Dio che pretende che ogni limite morale venga messo da parte e che impone l'obbedienza assoluta nei confronti di Dio.
Grande è la fede di Abramo obbediente a Dio «... non dubitò, non si mise a sbirciare a destra e a sinistra con angoscia, non importunò il cielo con le sue preghiere. Sapeva ch'era Dio, l'Onnipotente, che lo metteva alla prova; sapeva che si poteva esigere da lui il sacrificio più duro: ma sapeva anche che nessun sacrificio è troppo duro quando è Dio che lo vuole - e cavò fuori il coltello» ma secondo la legge degli uomini Abramo è un assassino del proprio figlio: egli ora dà la morte a chi ha dato la vita. Kierkegaard pone due domande all'uomo di fede: può Abramo essere considerato "buono" per aver obbedito a Dio, quando eticamente è soltanto un assassino? Esiste un dovere assoluto di obbedienza verso Dio? Ad entrambe le questioni il filosofo danese risponde affermativamente. Infatti il rapporto di Abramo con Dio si configura nell'ambito dell'assolutezza: non è possibile per chi ha fede usare, per determinare la giusta scelta, la razionalità dialettica hegeliana che offre sempre la risolutiva sintesi: Abramo è di fronte all'aut-aut e non può che obbedire a Dio. «[....] il dovere verso Dio è assoluto, il momento etico è ridotto a qualcosa di relativo» Quindi o esiste un dovere assoluto verso Dio «o altrimenti la fede non è mai stata e Abramo è perduto [....]»

## L'esperimento di Milgram
Nel 1961 dallo psicologo statunitense Stanley Milgram fu condotto un esperimento con lo scopo di studiare il comportamento di individui ai quali un'autorità scientifica ordinava di obbedire anche in conflitto con i propri valori etici e morali. L'esperimento cominciò tre mesi dopo l'inizio del processo a Gerusalemme contro il criminale di guerra nazista Adolf Eichmann. Milgram concepiva l'esperimento come un tentativo di risposta alla domanda: "È possibile che Eichmann e i suoi milioni di complici stessero semplicemente eseguendo degli ordini?". L'esperimento consisteva nel far colpire, anche dietro pressanti sollecitazioni crescenti di uno scienziato, rappresentante dell'autorità, con una scossa elettrica sempre più intensa, in realtà inesistente, chi commetteva degli errori e che fingeva di provare grandi dolori. 
Nonostante i 40 soggetti dell'esperimento mostrassero di essere recalcitranti a provocare dolori su individui inermi e protestassero verbalmente, una percentuale considerevole di questi obbedì pedissequamente allo sperimentatore in vivo contrasto con i propri principi morali. Questo stupefacente grado di obbedienza, è stato spiegato in rapporto ad alcuni elementi, quali l'obbedienza indotta da una figura autoritaria considerata legittima, la cui autorità induce uno stato eteronomico, caratterizzato dal fatto che il soggetto non si considera più libero di intraprendere condotte autonome, ma strumento per eseguire ordini. I soggetti dell'esperimento non si sono perciò sentiti moralmente responsabili delle loro azioni, ma esecutori dei voleri di un potere esterno.

## Disobbedienza
La filosofia si è chiesta se l'obbedienza rappresenti di per sé un comportamento virtuoso per il quale la disobbedienza è comunque da condannare o se è lecito esprimere la propria libertà quando questa appaia ingiustamente repressa mettendo in atto la disobbedienza civile nei confronti di una legge ingiusta. 
Questo problema morale appare evidente nel comportamento di Socrate di fronte alla condanna che ha ricevuto da una legge ingiusta e che quindi egli potrebbe legittimamente violare fuggendo dalla prigione dove è rinchiuso. Sarebbe errato ritenere che il comportamento di Socrate vada inteso come l'assenso a un principio di legalità, a un obbedire alle leggi sempre e comunque. Socrate invece ci spiega che, se è pur vero che le leggi che egli a suo tempo dialogando con loro aveva esaminato ritenendole giuste - e per questo egli è vissuto sempre ad Atene -ora, per il fatto che erano divenute ingiuste verso di lui, non sarebbe stato comunque moralmente corretto infrangerle con la fuga. Egli obbedirà alle leggi per non danneggiare gli ateniesi che, avendolo condannato, continuano a credere di averlo fatto secondo giustizia. 
L'obbedienza alla legge, insegna Socrate, non è subordinato al nostro interesse particolare: essa va rispettata anche quando la si ritiene ingiusta, ma, nel contempo, è nostro dovere fare di tutto per modificarla col consenso degli altri. Poiché allora il solo criterio per stabilire ciò che è giusto e ciò che non lo è, non essendoci una Giustizia a cui sempre obbedire, è quello di confrontarsi con gli altri con il dialogo.
C'era infatti un solo modo di fuggire alla condanna: convincere gli ateniesi dialogando con loro ma ormai, dice Socrate, me ne manca il tempo.. Come già aveva detto al processo: «E però, come vi dicevo fin da principio, sarebbe davvero un miracolo se io fossi capace di levarvi dal cuore in così breve tempo questa calunnia che vi ha messo radici così fitte e profonde.»)
Aggiunge poi Socrate: 

### «L'obbedienza non è più una virtù»
In risposta ai cappellani militari della Toscana in congedo che accusavano gli obiettori di coscienza nei confronti del servizio di leva di tradimento alla Patria, Don Milani scrisse:
Si può e si deve trasgredire alla legge che in coscienza si giudica ingiusta ma occorre anche accettare la pena che essa prevede. «Chi paga di persona testimonia che vuole la legge migliore, cioè che ama la legge più degli altri.»